# Жоаким де Алмеида
Жоаким Антонио Португал Батиста де Алмеида (порт. Joaquim António Portugal Baptista de Almeida; Лисабон, Португал; рођен, 15. марта 1957), познатији по сценском имену Жоаким де Алмеида (енгл. Joaquim de Almeida), америчко – португалски је филмски, телевизијски и позоришни глумац. 
Глумачку каријеру је започео у позоришту. Своју филмску каријеру започео је 1980-их, појављивањем у филму Војник из 1982. године, а касније је славу стекао улогом Андреа Бонана у италијанском филму Добро јутро, Вавилон из 1986. године. Светску славу је стекао играјући пуковника Феликса Кортеса у акционом трилеру Филипа Нојса из 1994. године Јасна и непосредна опасност и као Бучо у акционом филму Роберта Родригеза Десперадо из 1995. године. Неколико година касније играо је улогу Рамона Салазара у телевизијској серији 24 (2003—2004), корумпираног бизнисмена Хернана Рејеса у акционом филму о уличним ауто-тркама Паклене улице 5 (2011), после се појавио у филму Наш бренд је криза (2015) и глумио је Жана Фушеа у акционој комедији Мафијашки телохранитељ (2017).